# Bronchocela cristatella
Espèce
Synonymes
- Agama cristatella Kuhl, 1820
- Agama gutturosa Merrem, 1820
- Agama moluccana Lesson, 1830
- Pseudocalotes archiducissae Fitzinger, 1860
- Bronchocela burmana Blanford, 1878
- Bronchocela intermedia Peters & Doria, 1878
- Calotes octospinosus Baumann, 1913
- Bronchocela petersdoriai Böhme & Bischoff, 1984

Bronchocela cristatella est une espèce de sauriens de la famille des Agamidae.

## Répartition
Cette espèce se rencontre en Birmanie, en Thaïlande, aux îles Andaman-et-Nicobar, en Malaisie, à Singapour, aux Philippines et en Indonésie.

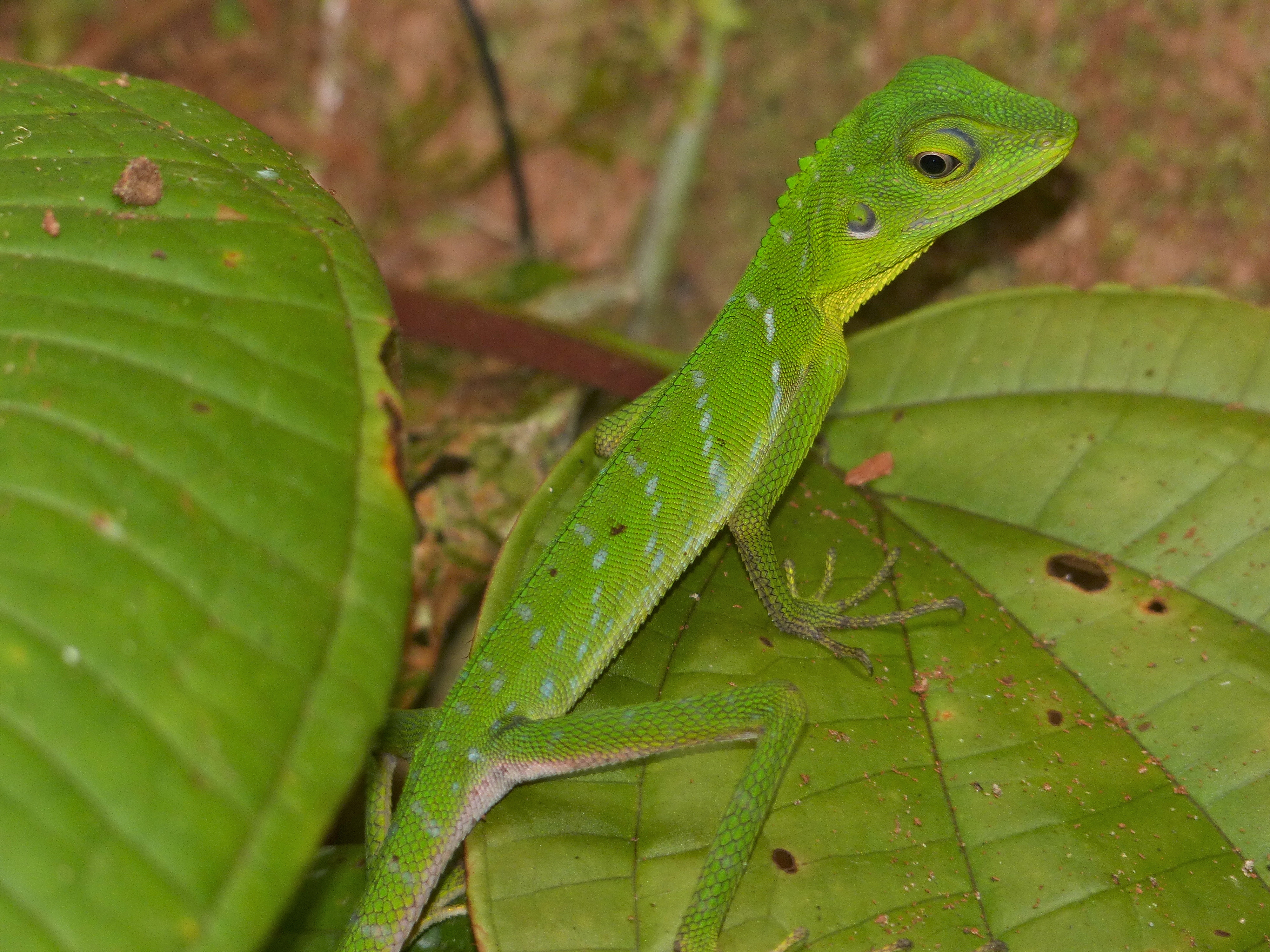
Bronchocela cristatella
(Parc national du Gunung Mulu, Malaisie)

## Publication originale
- Kuhl, 1820 : Beiträge zur Zoologie und vergleichenden Anatomie, p. 1-152 (texte intégral).